# Pelagia Popławska
Pelagia Popławska, z d. Bożeniec-Jełowicka herbu Jełowicki (ur. 15 marca 1853 w Basztańkowie na Ukrainie, zm. 22 kwietnia 1915 w Warszawie) – jedna z pierwszych polskich absolwentek medycyny na uniwersytecie w Zurychu, Szwajcaria. Znana na przełomie 20 wieku na ulicach Warszawy jako Pani ze skarbonką, była działaczką społeczną oraz inicjatorką Warszawskiego Towarzystwa Pomocy Lekarskiej i Opieki nad Psychicznie i Nerwowo Chorymi (1899) i Wojewódzkiego Szpitala dla Nerwowo i Psychicznie Chorych Drewnica (1903),.

## Pochodzenie

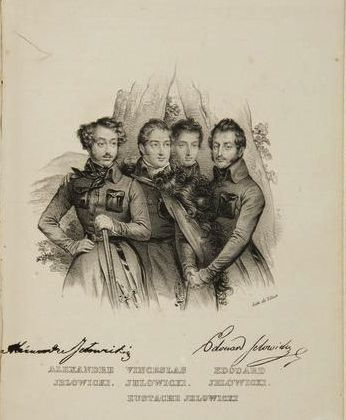
Alexander, Waclaw, Eustachy i Edward Jelowicki

Pochodziła z bardzo starej arystokratycznej i zasłużonej rodziny z Podola. Najstarsza z pięciorga dzieci, rodzicami jej byli Eustachy Bożeniec-Jełowicki i Maria z Kossowskich. Stryjowie jej byli Aleksander i Edward Jełowiccy, wraz z jej ojcem, uczestnicy powstania listopadowego na Podolu. Po wczesnej śmierci ojca w 1869, prawnym opiekunem jej i rodzeństwa, został działacz i krewny, hr. Feliks Sobański, mąż Emilii z Łubieńskich. Szkolenie odebrała w zakładzie ss. Niepokalanek w Jazłowcu. W 1873 r. została wydana za mąż za Józefa Nikodema Popławskiego o 27 lat od siebie starszego. Mieli trójkę dzieci przed 1882, kiedy owdowiała. W 1886 wyjechała na studia medyczne do Zurychu jako wolny słuchacz i gdzie była zapisana do 1894 roku, kiedy to otrzymała 'Zeugnis' – dyplom lekarski. Zorganizowała dwuletni staż, 1892-4, w Lucernie w zakładzie dla chorych na epilepsję. Po powrocie do Polski, zaniechała z jazdy do Sankt Petersburgu, aby tam uzyskać nostryfikację dyplomu lekarskiego.
Jej młodsza siostra, Julia, była żoną Teodora Korwin Szymanowskiego. Popławska zajęła się swoją schorowaną siostrą po śmierci jej męża w 1901 r.

## Działalność
Pragnęła ufundować w Polsce zakład dla ludzi chorych na padaczkę i cierpiących na inne psychiczne schorzenia w pomocnym otoczeniu. W czasie pobytu za granicą, odwiedziła o. Kneippa w Bad Wörishofen, aby się zapoznać z jego praktyką. Kiedy wróciła do kraju, praktykowała jedynie w charakterze felczera na terenie Ukrainy. W Drewnicy pod Warszawą udało jej się zdobyć teren po-wojskowy z barakami i zaangażować pomoc wielkiej filantropki, Eugenii Kierbedź na budowę nowego pawilonu dla chorych. Szpital został otwarty w 1903 roku. Jego współfundatorem i pierwszym dyrektorem był dr Karol Rychliński.